# Lazybones (chanson)
Lazybones est une chanson populaire dans le style de la Tin Pan Alley écrite en 1933 par Johnny Mercer et composée par Hoagy Carmichael. 
Mercer, originaire de Savannah dans le sud du pays, n'appréciait pas le fait que les musiques réalisées dans la Tin Pan Alley (New York) déformaient le style musical du sud en créant un style artificiel devant représenter le sud. Ces musiques étaient écrites par des gens du nord du pays qui n'étaient jamais allés visiter le sud. Alex Wilder attribua le succès de la chanson parce que Mercer respectait réellement la musique du sud et ses expressions. Les paroles de Lazybones est donc une protestation à l'encontre des faux sudistes. L'authenticité de la musique est annoncée dès le début des paroles de la chanson avec la phrase Long as there is chicken gravy on your rice (« Tant qu'il existe une sauce de poulet sur votre riz »).

## Enregistrements
- Louis Armstrong et Bing Crosby (1949)
- The Mills Brothers
- Tex Beneke, 1950
- Leon Redbone, 1975